# Juan F. Ibarra
Juan F. Ibarra é uma localidade do partido de Bolívar, da Província de Buenos Aires, na Argentina. Possui uma população estimada em 39 habitantes (INDEC 2001).